# Ainė Raupelytė
Ainė Raupelytė (Vilna, 28 de julio de 2000) es una jugadora de voleibol de playa lituana.

## Carrera
En 2018 comenzó en el Circuito de Lituania junto a Ariana Rudkovskaja y terminó en quinto lugar en la etapa de Klaipėda, al año siguiente junto a Rudkovskaja terminaron en quinto lugar en la etapa de Klaipėda, mismo resultado obtenido cuando compitieron en el Campeonato Europeo Sub-20. en Gotemburgo;  y ese mismo año estuvo con Monika Mačionytė en el Circuito de Letonia en la etapa de Ventspils y terminaron en quinto lugar. En la temporada 2020 estuvo con Jekaterina Kovalskaja en el Circuito de Letonia en la etapa de Daugavpils, obteniendo el quinto puesto y el bronce en el Circuito de Lituania en la etapa de Vilnia.
En el periodo de 2021 estuvo con Ariana Rudkovskaja en la edición del Campeonato de Europa U22 en Baden y terminaron en quinto lugar, misma posición obtenida en el Circuito de Letonia en la etapa de Cēsis, también en el Circuito de Lituania fue con Monika Mačionytė y terminaron en quinto lugar en la etapa de Klaipėda. En 2022 estuvo con Skalvė Križanauskaitė en la etapa de Ventspils y terminaron en noveno lugar. Debutó en el World Tour 2022 junto a Karolė Virbickaitė en el Future en Klaipėda, luego en los Futures en Balıkesir, Białystok, Varsovia y Mysłowice volvió a formar pareja con Skalvė Križanauskaitė, con quien también compitió en el Espinho Challenge. Compitió en la etapa Võru del Circuito de Estonia de 2022 junto a Rugilė Grudzinskaitė y ganó el título.
Aún en 2022, comenzó a formar pareja con Monika Paulikienė y juantas ganaron el bronce en el Future de La Haya, y en 2023,ganaron el cuarto lugar en el Saquarema Challenge, el quinto lugar en el Campeonato Europeo de Vóley Playa de 2023 en Viena. y fueron campeonas en la etapa de Vilna del Circuito Lituano, y compitieron en el Campeonato Mundial de 2023 en las ciudades mexicanas de Tlaxcala de Xicohténcatl, Apizaco y Huamantla, finalizando en la decimoséptima posición.